# 스더 그룹
스더그룹(实德集团, Shide Group)은 다롄시에 위치한 중국의 개발, 미디어, 에너지 기업이다.